# Данковская
Данковская — деревня в Шенкурском районе Архангельской области. Входит в состав муниципального образования «Шеговарское».

## География
Деревня расположена в южной части Архангельской области, в таёжной зоне, в пределах северной части Русской равнины, в 40 километрах на север от города Шенкурска, на левом берегу реки Ледь, притока Ваги. Ближайшие населённые пункты: на востоке деревня Марковская и посёлок Красная Горка.
Часовой пояс
Данковская, как и вся Архангельская область, находится в часовой зоне МСК (московское время). Смещение применяемого времени относительно UTC составляет +3:00.

## Население
| 2002 | 2010 | 2012 |
| ---- | ---- | ---- |
| 118  | ↘69  | ↗90  |

## История
Указана в «Списке населённых мест по сведениям 1859 года» в составе 2-го стана Шенкурского уезда Архангельской губернии под номером «2374» как «Данкова (Данковская, Горка)». Насчитывала 5 дворов, 13 жителей мужского пола и 21 женского.
В «Списке населенных мест Архангельской губернии к 1905 году» деревня Данковская (Горка) насчитывает 12 дворов, 38 мужчин и 44 женщины. В административном отношении деревня входила в состав Ямскогорского сельского общества Ямскогорской волости.
На 1 мая 1922 года в поселении 14 дворов, 28 мужчин и 42 женщины.
В 2004 году деревня вошла в состав Ямскогорского сельского поселения. 2 июля 2012 года деревня Данковская вошла в состав Шеговарского сельского поселения в результате объединения муниципальных образований «Шеговарское» и «Ямскогорское».